# Stefano Denswil
Stefano Denswil (Zaandam, 7 de mayo de 1993) es un futbolista neerlandés que juega de defensa en el Kayserispor de la Superliga de Turquía. Fue internacional con las categorías inferiores de la selección de fútbol de los Países Bajos.

## Trayectoria
Se formó en la cantera del A. F. C. Ajax, debutando con el primer equipo en la temporada 2012-13. Su debut llegó en la Copa de los Países Bajos ante el ONS Sneek, equipo al que, además, le marcó un gol, el único que realizó en su etapa en el Ajax.
Debido a su falta de minutos dejó el club en el mercado de invierno de la temporada 2014-15.
El 3 de enero de 2015 fichó por el Club Brujas de la Jupiler Pro League. Debutó con el club belga el 16 de enero de 2015 ante el K. V. Mechelen.
El 6 de julio de 2019 se hizo oficial su fichaje por el Bologna F. C. 1909. Tras año y medio en el club, el 7 de enero de 2021 regresó al Club Brujas en calidad de cedido hasta final de temporada. En agosto de ese mismo año volvió a ser prestado, siendo el Trabzonspor su nuevo destino. En este equipo se acabó quedando después de firmar por tres años más uno opcional en junio de 2022. Finalmente se marchó en febrero de 2025 tras llegar a un acuerdo para la rescisión de su contrato. Entonces permaneció sin equipo hasta su incorporación al Kayserispor el siguiente mes de agosto.

## Clubes
| Club                 | País         | Año       |
| -------------------- | ------------ | --------- |
| Ajax de Ámsterdam    | Países Bajos | 2012-2015 |
| Club Brujas          | Bélgica      | 2016-2019 |
| Bologna F. C. 1909   | Italia       | 2019-2022 |
| Club Brujas (cedido) | Bélgica      | 2021      |
| Trabzonspor (cedido) | Turquía      | 2021-2022 |
| Trabzonspor          | Turquía      | 2022-2025 |
| Kayserispor          | Turquía      | 2025-     |

## Palmarés

### Títulos nacionales
| Título                      | Club              | País         | Año  |
| --------------------------- | ----------------- | ------------ | ---- |
| Eredivisie                  | Ajax de Ámsterdam | Países Bajos | 2012 |
| Eredivisie                  | Ajax de Ámsterdam | Países Bajos | 2013 |
| Eredivisie                  | Ajax de Ámsterdam | Países Bajos | 2014 |
| Copa de Bélgica             | Club Brujas       | Bélgica      | 2015 |
| Primera División de Bélgica | Club Brujas       | Bélgica      | 2016 |
| Supercopa de Bélgica        | Club Brujas       | Bélgica      | 2016 |
| Primera División de Bélgica | Club Brujas       | Bélgica      | 2018 |
| Supercopa de Bélgica        | Club Brujas       | Bélgica      | 2018 |
| Primera División de Bélgica | Club Brujas       | Bélgica      | 2021 |
| Superliga de Turquía        | Trabzonspor       | Turquía      | 2022 |
| Supercopa de Turquía        | Trabzonspor       | Turquía      | 2022 |